# Kadingir
Kadingir es una saga de libros juveniles de fantasía, aventura y humor escrita por los españoles de origen catalan Joan Llongueras y Mercè Masnou. Inicialmente Roca Editorial publicó los dos primeros volúmenes (El Cetro de Zink y El Señor de Zapp), pero el proyecto se descontinuó en 2008. Después de unos años de "impasse" colaborando en otros proyectos (notablemente, un spin-off radiofónico narrando los casos del detective Logan, un personaje del universo Kadingir), en 2016 se añadió una nueva escritora al equipo, Helena Sales. La tercera entrega de la saga, El Caso Shapla, fue autopublicada a través de Amazon.  
En los años que siguieron, se publicó una precuela (La Reina de Kígal, 2017), se republicaron con nuevo diseño los dos primeros libros, y finalmente en 2020 se terminó la tetralogía original con El Cuarto Poder. Los autores han manifestado la intención de seguir escribiendo "hasta que se cansen", y de momento ya han proyectado dos nuevos libros expandiendo la trama de la precuela La Reina de Kígal, lo que resultará en la trilogía "Kadingir Orígenes".  

## Argumento
Los libros de Kadingir narran las aventuras de Ishtar, una niña alegre, alocada y con muchísima imaginación, que llega por accidente a una dimensión paralela el día de su decimoprimer cumpleaños. Esa nueva dimensión, el planeta Ki, es un lugar repleto de criaturas extrañas y peligros insospechados, aunque no le es ajeno del todo... Pues resulta que su queridísima abuela, ¡en realidad viene de ese mundo! Ishtar ansía encontrarla para desentrañar todo el embrollo, pero alguien la ha secuestrado, con lo que la niña se lanzará a la aventura de la mano de nuevos amigos y aliados para encontrarla y descubrir todos los secretos del fascinante mundo de Ki... Empezando por Kadingir, la misteriosa tecnología que permite cruzar hacia la Tierra.

## Libros
KADINGIR - Tetralogía original
1. El Cetro de Zink (2006)
2. El Señor de Zapp (2007)
3. El Caso Shapla (2016)
4. El Cuarto Poder (2020)

KADINGIR ORÍGENES - Precuelas
1. La Reina de Kígal(2017)
2. El Heredero de Gánzer
3. La Guerra del Clima